# الملح (حجة)
الملح هي إحدى قرى الجمهورية اليمنية. تتبع جغرافيا لمحافظة حجة وإداريًا لمديرية المغربة. يبلغ تعداد سكانها 2381 نسمة حسب الإحصاء الذي أجري عام 2004.